# Pila Zamboni

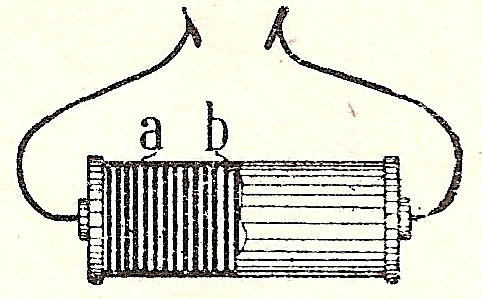
Schema di una pila Zamboni

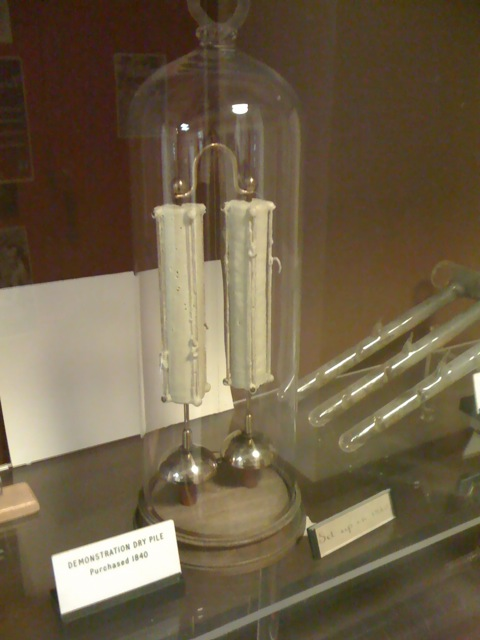
L'Oxford Electric Bell, che si ritiene sia alimentato da batterie a pila Zamboni

La pila Zamboni (nota anche come Duluc Dry Pile) è una delle prime batterie elettriche, inventata da Giuseppe Zamboni nel 1812.

## Descrizione
Una pila Zamboni è una "batteria elettrostatica" ed è costituita da dischi di lamina d'argento, lamina di zinco e carta. In alternativa si possono utilizzare dischi di "carta argentata" (carta con un sottile strato di zinco su un lato) dorati su un lato o carta argentata spalmata di biossido di manganese e miele. Dischi da circa 20 mm di diametro sono assemblati in pile, che possono avere uno spessore di diverse migliaia di dischi, e quindi compressi in un tubo di vetro con tappi terminali o impilati fra tre bacchette di vetro con piastre terminali in legno e isolati mediante immersione in zolfo fuso o pece.
Pile Zamboni di costruzione più moderna sono state prodotte solo negli anni '80 per fornire la tensione di accelerazione per tubi intensificatori di immagine, in particolare per uso militare. Oggi tali tensioni sono ottenute da circuiti inverter transistorizzati alimentati da batterie convenzionali (a bassa tensione).
L'EMF per elemento è di circa 0,8 V; con migliaia di elementi impilati, le pile Zamboni hanno differenze di potenziale in uscita nell'ordine dei kilovolt, ma un'uscita in corrente nell'ordine dei nanoampere. Si pensa che la famosa Oxford Electric Bell, che suona ininterrottamente dal 1840, sia alimentata da una coppia di pile Zamboni.